# Mihail Andricu
Mihail Andricu (Bucarest, Romania, 22 de desembre de 1894 - Idem. 4 de febrer de 1974), va ser un compositor romanès, membre corresponent de l'Acadèmia Romanesa.
Va ser compositor i professor universitari (1948-1959), apreciat com un dels creadors de música simfònica i de cambra d'inspiració popular a Romania. Va compondre 10 simfonies, els ballets Taina i Luceafărul, música de cambra i instrumental. El 1948 va ser elegit membre corresponent de l'Acadèmia Romanesa. Va ser guardonat amb el títol de "Master of Art Emeritus" i el Premi Estatal.
Tanmateix, segons una disposició del 21 de novembre de 1959, estava prohibida qualsevol referència pública a la seva persona o obra. Mihail Andricu va ser víctima d'una posada en escena per part de la Seguretat a través de la qual se li atribuïen contactes prohibits amb diplomàtics estrangers.

## Biografia
Va seguir els seus estudis musicals al Conservatori de Bucarest (1906-1913) amb D. G. Kiriac (teoria-solfeig), Alfonso Castaldi (harmonia, contrapunt, composició), Robert Klenck (violí), Dimitrie Dinicu (música de cambra). Va assistir a la Facultat de Dret de Bucarest, obtenint la llicència (1919). A París va assistir -com a auditor- als cursos de Gabriel Fauré (1913-1914) i Vincent d'Indy (1919-1922), també a la capital francesa va matriculant-se al doctorat en dret.
Va debutar com a pianista a l'Acadèmia Romanesa (1918), en un recital de sonata amb el violinista Alexandru Theodorescu, desenvolupant després una activitat sostinguda com a pianista acompanyant i músic de cambra (1918-1950). El 1923 va debutar com a musicòleg i crític musical (a Adevărul), continuant escrivint estudis, cròniques, articles, crítiques, etc. en Música, Música i Poesia, Revue de musicologie (París), Estudis d'Història de l'Art i Recerca, Temes Musicals, Rampa, Contemporània, L'Independence Roumaine (Bucarest), L'Orient (Bucarest), Tribuna (Cluj), Romania Literària, Segle XX, Univers, Dimineata, Romania Lliure, Veritat, Cahiers du Sud (Marsella), Viața Românească (Iasi), etc. Professor de música de cambra (1926-1948) i de composició (1948-1959) al Conservatori de Bucarest. Va fer conferències, comunicacions científiques, concerts-classes, programes de ràdio, programes de televisió, etc. Va ser membre de la "Société française de musicologie" de París, vicepresident de la Unió de Compositors i Musicòlegs de la República Romanesa (1946-1956)
Va ser guardonat amb el Segon Premi (1923) i el Primer Premi (1924) de composició George Enescu, el Premi Robert Cremer (1931), el Premi Anhauch (1932), el Gran Premi Nacional (1947), l'Ordre del Treball classe II (1948), membre corresponent de l'Acadèmia Romanesa (1948-1956, 1966-1974), Premi de Composició de Romania (1949), el Premi Estatal (1954), l'Ordre del Mèrit Cultural classe I (1969).

## Obra
Per la seva llarguíssima obra compositora, aneu al seu arxiu de la Viquipèdia romanesa.